# Luca Cantagalli
Luca Cantagalli, né le 8 décembre 1965 à Cavriago, en Italie est un joueur italien de volley-ball. Il mesure 1,99 m et joue réceptionneur-attaquant. Il totalise 330 sélections en équipe d'Italie.

## Clubs
| Club                | Pays   | De   | À    |
| ------------------- | ------ | ---- | ---- |
| Panini Modène       | Italie | 1980 | 1990 |
| Sisley Trévise      | Italie | 1990 | 1993 |
| Casa Modena Modène  | Italie | 1994 | 1998 |
| Iveco Palerme       | Italie | 1998 | 2000 |
| Kerakoll Modène     | Italie | 2000 | 2004 |
| Prisma Tarente      | Italie | 2004 | 2005 |
| Codyeco Santa Croce | Italie | 2005 | 2006 |
| Edilesse Cavriago   | Italie |      |      |

## Palmarès
- En club
  - Championnat d'Italie : 1989, 1995, 1997, 2002
  - Coppa Italia : 1998
  - Supercoupe d'Italie : 1998, 2000, 2001, 2004
  - Ligue des champions : 1990, 1996, 1997, 1998
  - Coupe des Coupes : 1986, 1995
  - Coupe de la CEV : 1983, 1984, 1985, 1986, 1991, 1993, 1999
  - Supercoupe d'Europe : 1995

- En équipe nationale d'Italie
  - Championnat du monde : 1990, 1994
  - Championnat d'Europe : 1989, 1993, 1995
  - Ligue mondiale : 1990, 1991, 1992, 1994
  - World Super Four : 1994
  - Grand Champions Cup : 1993